# Sabresuchus
Sabresuchus es un género extinto de crocodiliformes neosuquios del Cretácico de Europa. El nombre se deriva de 'Sabre' en referencia al quinto diente maxilar agrandado y curvado, y 'suchus' del griego antiguo para cocodrilo.

## Taxonomía
Actualmente se reconocen dos especies válidas: Sabresuchus ibericus del este de España y Sabresuchus symplesiodon de Rumania. Ambas especies fueron previamente asignadas al género Theriosuchus, como T. ibericus y T. symplesiodon respectivamente. Un análisis cladístico de 2016 lo recuperó como un neosuquio más estrechamente relacionado con miembros de la familia Paralligatoridae que con los atoposáuridos.